# Šumarice
Šumarice (en serbe cyrillique : Шумарице) est un village de Serbie situé sur le territoire de la ville de Kraljevo, district de Raška. Au recensement de 2011, il comptait 498 habitants.

## Démographie

### Évolution historique de la population
| 1948 | 1953 | 1961 | 1971 | 1981 | 1991 | 2002 | 2011 |
| ---- | ---- | ---- | ---- | ---- | ---- | ---- | ---- |
| 356  | 467  | 516  | 596  | 649  | 573  | 544  | 498  |

|  |